# Sangatte
Sangatte település Franciaországban, Pas-de-Calais megyében. Lakosainak száma 4755 fő (2022. január 1.). Sangatte Coquelles, Calais, Escalles és Peuplingues községekkel határos.

## Népesség
A település népessége az elmúlt években az alábbi módon változott:
| Lakosok száma | 4740 | 4766 | 4914 | 4820 | 4852 | 4845 | 4840 | 4842 | 4755 |
|               | 2013 | 2015 | 2016 | 2017 | 2018 | 2019 | 2020 | 2021 | 2022 |